# 蒙德旺萨塞
蒙德旺萨塞（法語：Mont-devant-Sassey，法語發音：[mɔ̃ dəvɑ̃ sasɛ]，意为“萨塞前方的蒙”）是法国默兹省的一个市镇，属于凡尔登区。

## 地理
蒙德旺萨塞（49°24'38"N, 5°10'1"E）面积8.22 平方千米，位于法国大東部大區默兹省，该省份为法国西北部内陆省份，北与比利时接壤，西接马恩省和阿登省，南至上马恩省和孚日省，东临默尔特-摩泽尔省。
与蒙德旺萨塞接壤的市镇（或旧市镇、城区）包括：索尔莫里-维勒弗朗什、杜尔孔、蒙蒂尼德旺萨塞、穆宰、默兹河畔萨塞、维莱尔德旺丹。

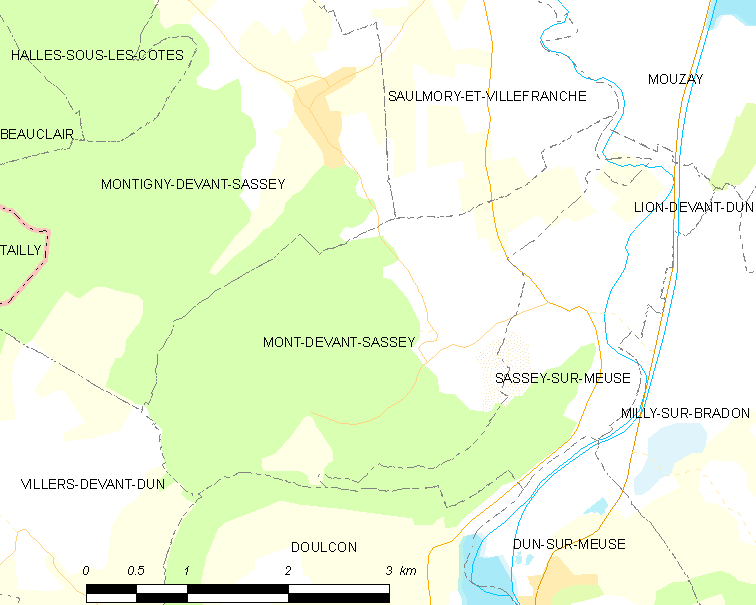
蒙德旺萨塞的OSM定位图

蒙德旺萨塞的时区为UTC+01:00、UTC+02:00（夏令时）。

## 行政
蒙德旺萨塞的邮政编码为55110，INSEE市镇编码为55345。

## 政治
蒙德旺萨塞所属的省级选区为斯特奈县。

## 人口

1962-2008年间蒙德旺萨塞人口变化图示

蒙德旺萨塞于2022年1月1日时的人口数量为99人。